# Viadukt Křenová

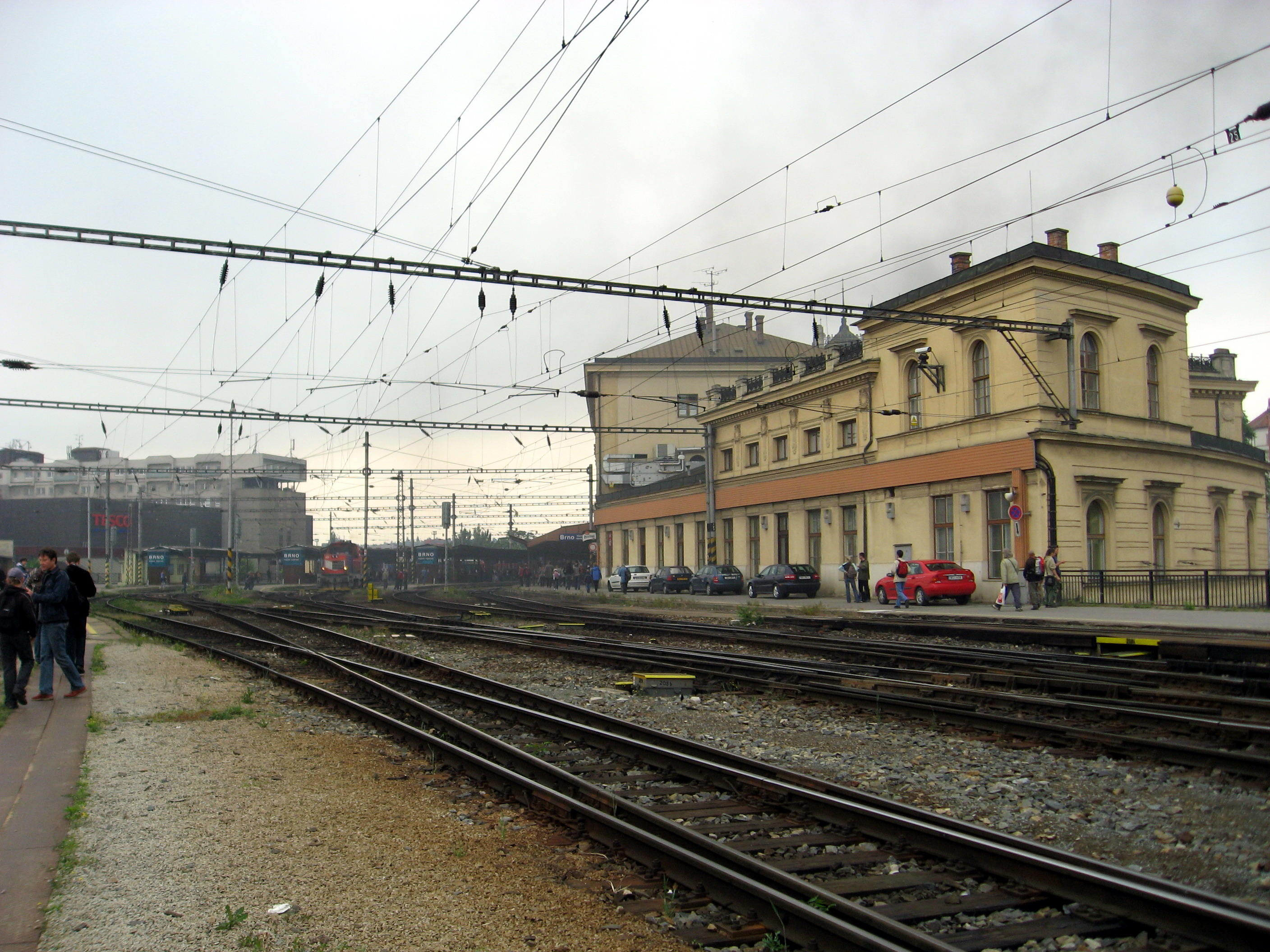
Kolejiště na viaduktu Křenová

Viadukt Křenová (oficiálně beze jména, popisně označen jako most v km 155,892) je železniční most v Brně, na okraji historického jádra města, na severním zhlaví železniční stanice Brno hlavní nádraží. Viadukt, po kterém vede železniční trať Brno – Česká Třebová (tento společný úsek je provozně využíván i tratí Brno – Havlíčkův Brod), překonává místní komunikaci, ulici Nádražní. Postaven byl ve 40. letech 19. století a od roku 1983 je památkově chráněn coby součást areálu brněnského hlavního nádraží.

## Historie
Most přes Nádražní ulici v Brně vznikl v letech 1847–1848 při stavbě tratě z Brna do České Třebové, která byla zprovozněna 1. ledna 1849 jako součást Severní státní dráhy. Postavila jej společnost Gebrüder Klein, jež prováděla přestavbu brněnského nádraží. Již tehdy byl viadukt tříkolejný; pro běžný provoz sloužily dvě koleje, které se záhy sbíhaly do jedné traťové, zatímco třetí kolej byla manipulační a sloužila jako propojka osobního nádraží s nákladním nádražím, výtopnou a dílnami, které byly umístěny severně od mostu (v sousedství současného autobusového nádraží Grand). Pod viaduktem vedla cesta z Ferdinandovy brány do předměstí Křenová (dnes stejnojmenná ulice, odtud také neoficiální název mostu), což tehdy byla jediná spojnice historického jádra Brna a jeho jihovýchodních předměstí, neboť železniční trať i samotné nádraží na vyvýšeném náspu představovaly (a stále představují) těžko prostupnou bariéru.
Roku 1870 byla zprovozněna spojka mezi Dolním a hlavním nádražím, která ústila u jižního konce viaduktu. Most byl proto rozšířen, aby pojal celkem pět kolejí. Na západní straně byla v jeho těsné blízkosti postavena ocelová konstrukce s jednou kolejí a krytým nástupištěm, jehož zadní stěna směrem k centru města byla prosklená. Oficiálně i stavebně jde o samostatný most v km 155,900, jenž je však nedílnou součástí viaduktu. Po přestavbě nádraží v letech 1903–1904 přestalo být kryté nástupiště využíváno a následně došlo k odstranění jeho stěny i zastřešení. Někdy ve 20. století bylo také změněno kolejové uspořádání na mostech: dvě nejvýchodnější koleje byly nahrazeny jedinou, takže po původním kamenném viaduktu vedou tři koleje a po ocelovém vedlejším mostě jedna manipulační kolej. V roce 1936 byl kamenný most rozšířen na západní straně o čtyřmetrovou část z betonu. Roku 1967 byla trať přes viadukt elektrifikována.
Během července a srpna 2013 byl viadukt Křenová za úplné výluky železniční dopravy poprvé ve své historii kompletně rekonstruován, odkloněné vlaky tehdy zastavovaly na Dolním nádraží. Náklady dosáhly asi 60 milionů korun, dokončovací práce na klenbách byly provedeny v létě 2014.

## Popis
Viadukt Křenová je kamenný most o délce 37,20 m a šířce 16,50 m, se šesti segmentově zaklenutými oblouky. Výška mostu je asi 6 m. Pilíře a opěry jsou obloženy pískovcovými kvádry. Jednotlivé otvory mají světlost 2×3,8 m, 2×5,7 m a 2×3,8 m. Největšími středními průjezdy je od roku 1901 vedena tramvajová trať, vedle nich se nachází průjezdy pro silniční dopravu (od roku 1949 včetně trolejbusové tratě) a krajní otvory jsou určeny pro pěší.
Přilehlý jednokolejný ocelový most v km 155,900 má délku 43,00 m, šířku 11,40 m a čtyři pole o rozpětí přibližně 6+14+14+6 m. Jeho ocelové nýtované nosníky jsou usazeny na kamenných opěrách a jsou neseny zdobenými litinovými sloupy.